# Indonézia az 1956. évi nyári olimpiai játékokon
Indonézia az ausztráliai Melbourne-ben és a svédországi Stockholmban megrendezett 1956. évi nyári olimpiai játékok egyik részt vevő nemzete volt. Az országot az olimpián 6 sportágban 22 sportoló képviselte, akik érmet nem szereztek.

## Atlétika
Férfi
| Versenyző    | Versenyszám | Előfutam | Előfutam | Negyeddöntő | Negyeddöntő | Elődöntő | Elődöntő | Döntő   | Döntő    |
| Versenyző    | Versenyszám | Idő      | Hely.    | Idő         | Hely.       | Idő      | Hely.    | Idő     | Helyezés |
| ------------ | ----------- | -------- | -------- | ----------- | ----------- | -------- | -------- | ------- | -------- |
| Jootje Gozal | 100 m       | 10,9     | 5.       | kiesett     | kiesett     | kiesett  | kiesett  | kiesett | kiesett  |

| Versenyző             | Versenyszám | Selejtező | Selejtező | Döntő    | Döntő    |
| Versenyző             | Versenyszám | Eredmény  | Helyezés  | Eredmény | Helyezés |
| --------------------- | ----------- | --------- | --------- | -------- | -------- |
| I Gusti Putu Oka Mona | Magasugrás  | 182 cm    | 27.       | kiesett  | kiesett  |
| Maridjo Wirjodemedjo  | Magasugrás  | 182 cm    | =24.      | kiesett  | kiesett  |

## Labdarúgás
| Indonéz labdarúgócsapat-játékoskeret                                                                          | Indonéz labdarúgócsapat-játékoskeret                                                                   |
| --- | --- |
| - Achad Arifin - Ashari Danoe - Thio Him Tjiang - Jasrin Jusron - Kwee Kiat Sek - Tan Ling Houw - Andi Ramang | - Mohamed Rashjid - Maulwi Saelan - Phwa Sian Liong - Chairuddin Siregar - Aang Witarsa - Ramlan Yatim |

### Eredmények
Negyeddöntő
| 1956. november 29. 16:30 |

| Indonézia | 0–0         | Szovjetunió |
| --------- | ----------- | ----------- |
|           | Jegyzőkönyv |             |

| Melbourne Nézőszám: 3228 Játékvezető: Reginald Lund (új-zélandi) |

Újrajátszás
| 1956. december 1. 16:30 |

| Szovjetunió                              | 4–0               | Indonézia |
| ---------------------------------------- | ----------------- | --------- |
| Szalnyikov 17' 59' Ivanov 19' Nyetto 43' | (3–0) Jegyzőkönyv |           |

| Melbourne Nézőszám: 6735 Játékvezető: Reginald Lund (új-zélandi) |

| Csapat          | Helyezés |
| --------------- | -------- |
| Indonézia (INA) | =5.      |

## Sportlövészet
Férfi
| Versenyző     | Versenyszám          | Döntő | Döntő    |
| Versenyző     | Versenyszám          | Pont  | Helyezés |
| ------------- | -------------------- | ----- | -------- |
| Lukman Saketi | Gyorstüzelő pisztoly | 522   | 30.      |

## Súlyemelés
| Versenyző     | Versenyszám | Nyomás   | Nyomás   | Szakítás | Szakítás | Lökés    | Lökés    | Összesen | Helyezés |
| Versenyző     | Versenyszám | Eredmény | Helyezés | Eredmény | Helyezés | Eredmény | Helyezés | Összesen | Helyezés |
| ------------- | ----------- | -------- | -------- | -------- | -------- | -------- | -------- | -------- | -------- |
| Liem Kim Leng | 60 kg       | 87,5     | =18.     | 92,5     | =11.     | 112,5    | =15.     | 292,5    | 15.      |

## Úszás
Férfi
| Versenyző      | Versenyszám | Előfutam | Előfutam | Előfutam | Elődöntő | Elődöntő | Elődöntő | Döntő   | Döntő    |
| Versenyző      | Versenyszám | Idő      | Hely.    | Össz.    | Idő      | Hely.    | Össz.    | Idő     | Helyezés |
| -------------- | ----------- | -------- | -------- | -------- | -------- | -------- | -------- | ------- | -------- |
| Habib Nasution | 100 m gyors | 1:00,1   | 5.       | 26.*     | kiesett  | kiesett  | kiesett  | kiesett | kiesett  |
| Habib Nasution | 400 m gyors | 4:44,0   | 5.       | 19.      |          |          |          | kiesett | kiesett  |

Női
| Versenyző     | Versenyszám | Előfutam | Előfutam | Előfutam | Döntő   | Döntő    |
| Versenyző     | Versenyszám | Idő      | Hely.    | Össz.    | Idő     | Helyezés |
| ------------- | ----------- | -------- | -------- | -------- | ------- | -------- |
| Martha Gultom | 100 m hát   | 1:21,7   | 8.       | 23.      | kiesett | kiesett  |
| Ria Tobing    | 200 m mell  | 3:14,2   | 8.       | 14.      | kiesett | kiesett  |

* - egy másik versenyzővel azonos időt ért el

## Vívás
Férfi
| Versenyző    | Versenyszám       | Csoportkör | Csoportkör | Csoportkör        | Csoportkör  | Csoportkör        | Csoportkör | Csoportkör        | Csoportkör | Helyezés    |
| Versenyző    | Versenyszám       | 1. kör | 1. kör     | Negyeddöntő       | Negyeddöntő | Elődöntő          | Elődöntő   | Döntő             | Döntő      | Helyezés    |
| Versenyző    | Versenyszám       | Ellenfél Eredmény | Hely.      | Ellenfél Eredmény | Hely.       | Ellenfél Eredmény | Hely.      | Ellenfél Eredmény | Hely.      | Helyezés    |
| ------------ | ----------------- | --- | ---------- | ----------------- | ----------- | ----------------- | ---------- | ----------------- | ---------- | ----------- |
| Siha Sukarno | Párbajtőr, egyéni | 2. csoport · Ivan Lund (AUS) · 5-0 · Masayuki Sano (JPN) · 5-0 · Berndt-Otto Rehbinder (SWE) · 1-5 · Günter Stratmann (EUA) · 1-5 · Jacques Debeur (BEL) · 1-5 · Revaz Tsirek'idze (URS) · 2-5 · Emiliano Camargo (COL) · 3-5 | 6.         | kiesett           | kiesett     | kiesett           | kiesett    | kiesett           | kiesett    | helyezetlen |
| Siha Sukarno | Kard, egyéni      | 4. csoport · Tibor Nyilas (USA) · nincs adat · Günter Stratmann (EUA) · nincs adat · Emilio Echeverry (COL) · nincs adat · Ralph Cooperman (GBR) · nincs adat · Roger Theisen (LUX) · nincs adat · Összesítés: 0GY-5V (7-25)  | 6.         | kiesett           | kiesett     | kiesett           | kiesett    | kiesett           | kiesett    | helyezetlen |